# 堺水族館
堺水族館（さかいすいぞくかん）は、大阪府堺市大浜公園にかつて存在した水族館である。

堺水族館の前身は1903年（明治36年）第五回内国勧業博覧会の堺会場（現・大浜公園）に建設された博覧会付属水族館である。日本最初の本格的水族館で、当時東洋一の水族館といわれた。博覧会終了後堺市に払い下げられ、堺水族館となり、さらに1911年（明治44年）12月阪堺電気軌道株式会社に大浜公園および水族館の運営が委託された。その後集客数減少により1961年（昭和36年）9月に閉鎖された。

## 博覧会付属水族館時代
この節の出典は。
水族館は初め堺商業会議所が第四回内国勧業博覧会が京都で開れた時、堺市に付属としての水族館設置の運動を行ったが許可されなかった。そこで1900年（明治33年）5月第五回内国勧業博覧会の開催地が大阪市に定まると、再度水族館設置運動に着手した。当時候補として大阪市中之島公園と堺市大浜公園との両案があつたが、同年10月博覧会事務局からの、堺市で将来とも水族館を存続すること、施設工事費の一部を堺市が負担することなどの条件を受け入れることで堺市で開催することが決定した。会場は1896年（明治29年）4月3日に開園した約52000平方メートル（15760坪）の大浜遊園地内で、その敷地に東京帝国大学理学部教授で魚類学者の飯島魁博士の設計による約720平方メートル（218坪）の和洋折衷木造一部2階建て水族館本館が建てられた。工事は1901年（明治34年）11月に着工し1903年（明治36年）2月に完工した。総工費は14100円余りで、その他の池の整備費等を加えると66800円余りであった。また水族館本館正面には高さ4.5メートル（一丈五尺）の噴水塔の上に高さ2.58メートル（八尺五寸）の龍女の像を立てた乙女の噴水が作られた。
第五回内国勧業博覧会は1903年（明治36年）3月1日から6月30日までの122日間に渡り開かれたが、この間の水族館への来場者数は80万余りを数えた。博覧会閉会後の1903年（明治36年）7月31日、博覧会付属水族館は国より堺市に払い下げられ、翌8月1日博覧会付属水族館の閉館式が行われた。
また、安西冬衛により「堺水族館の歌」が作られた。

### 設備
水族館本館は左右両翼と中央の3区に分かれ、29槽の水槽と放養池が設置された。水槽のうち第1号より13号までと15、17から22号までは海水槽で、14、16および23号以下が淡水槽であった。別に海水の放養池がありこれを二つに分け、番外1号、番外2号とした。その他館外に2か所の淡水平地槽があり、温室や淡水放養池もあった。
館内の海水槽への海水供給の仕組みは、まず海水をサイフォンの仕組みで敷地内の井戸に導き、これをポンプで濾過池に送り、そこで濾過された海水は貯水池に貯えておく。この貯えられた海水はポンプで高さ約9メートル（3丈）にある塔槽に汲み上げられ、ここから各水槽に給水管を通して給水した。
各槽には次のような魚等が展示された。（()内は第五回内國勧業博覧会堺水族館図解から。重複するものは省略）。なお、各槽の動物の種類は季節の関係などで一定していない。
- 第1号槽【くらげ槽】：シオサイフグの稚魚、イサキの稚魚。(夜光虫ほか各種浮游生物、タマクラゲ、カミクラゲ、ミヅクラゲ、サナダクラゲ)
- 第2号槽【サンゴ槽】：マツカサウヲとイシダヒ。(アカサンゴモドキ、イソバナ、イボヤギ、シマハタ)
- 第3号槽【イソギンチャク槽】：イソギンチヤク。(アカイソギンチヤク、カメノテ)
- 第4号槽【サンゴ礁槽】：トンビノハカマ、アカカイメン、イボヤギ、キノコイシ、トクササンゴ、ウミカヤ、アカホヤ、シロホヤ、カラスホヤ、ミシマオコゼ、シマダヒ、モニギハタ。(ウミウチワ、アンチバチ、ウミヱラ、ウミトサカ、ハナザカリ、コジキノボウ、ビワガライシ、ツブラリ、ウミヒバ、ペンナリ、カヤ、イフデンドリ、ヒメサンゴ、アミガイ、クダムシ、フグ、カハハギ)
- 第5号槽【巻貝槽】：フジツボ、クボガイ、ヒザラガイ、イザリウヲ。(アワビ、トコブシ、サザエ、ナガニシ、アカニシ、ウミウシ、イワニシ、バイ、ウヅラガイ、コマノツメ、ツブサザエ)
- 第6号槽【二枚貝槽】：ヨウジウヲ、カハハギの稚魚、ギンボ、トリガイ、イタヤガイ、アカガイ、オキハマグリ、ウミケムシ。(マテガイ、ハラガイ、ヒメイカ、スルメイカ、タツノオトシゴ)
- 第7号槽【ヒトデ槽】：イトマキヒトデ、アカヒトデ、マダラヒトデ、ヤツデ、クモヒトデ、コマチ、キントキダヒ。(モミジガイ)
- 第8号槽【ナマコ槽】：ナマコ、エラブウナギ。(コマチ、ヤツデ、ウミキウリ、テヅルモヅル)
- 第9号槽【洞窟槽】：ハオコゼ、クジメ、セイゴ、イサキ、シマイサキ、アイゴ、アイナメ。（ハゼ）
- 第10号槽【食用魚槽】：アマダヒ、カンダヒ[コブダイ]、モダヒ、コショウダヒ、ハセフダヒ、キジハタ、アカハタ。（クロダヒ、サカウオ、イシダヒ、スズキ、イトヨリダイヒ、マアジ、タチウオ、ハタ、ヒメジ）
- 第11号槽【イセエビ槽】：アワビ、サザエ、法螺貝、アカニシ、ナガニシ、ウズラガイ、真珠貝、ムラサキウニ、イセエビ。（ウチハエビ[ウチワエビ]、ブンブクチャガマ、タコノマクラ、ガゼ、ツメタガイ、ツノガイ、ホヤ）
- 第12号槽【砂の海底槽】：ヒラメ、マツカカレイ（マツカレイ）、イシガレイ、メダカガレイ、イナ、マス、イシダヒ、ガンギエイ、アカエイ、アナゴ、クロアナゴ、ヨウジ、ナワマキ、カブトガニ、ヘンピ。（シビレエイ、メイタカレイ、マコガレイ、イカナゴ）
- 第13号槽【海岸の魚類槽】：ウミタナゴ、アカイサキ、ウミヒゴヒ、ヒメジ、ホウボウ、クチビダヒ、イトヨリダヒ、ムギメシダヒ、メバル、アカメバル、アカベラ、キウセンベラ、ウコンベラ、テンジョウマモリベラ、オニオコゼ、ベニオコゼ、キオコゼ(?)。（オコゼ、アオベラ、ベニカサゴ、クロカサゴ、イサギ）
- 第14号槽【水禽槽】：カイツムリ六羽。
- 第15号槽【吊槽】上から水槽を吊し、魚のおなか側が見える様にした槽。：タイ、タカノハダイ、アカハタ、イナ、フグ、カワハギ、ウマズラハギ、ヒラメ、アカエイ、ウチワザメ、メバル、カサゴ、オニオコゼ。（マダイ、オコゼ、カレイ、サカタザメ）
- 第16号槽【真鯛槽】：小鯛100尾。（マダヒ、ヒダヒ）
- 第17号槽【大魚槽】：マダイ、クロダイ、イシダイ、カンダイ、コブダイ、アオブダイ、スズキ、イサキ、ヒラアジ、ヒラメ、ハモ、アンコウ、ハマチ、サカタザメ、コバンザメ、ネコザメ、アカエイ、アオウミガメ、タイマイ、タカアシガニ、ヤケガニ、ネコザメの卵包。(シロザメ、ウミガメ、ウミヘビ、コバンイタダキ)
- 第18号槽【タコ槽】：マアジ、マダコ、テナガダコ。
- 第19号槽【山椒魚槽】：山椒魚、ベンケイガニ、イシガメ。
- 第20号槽【フグ槽】：フグ、シオサイフグ、メアカフグ、ハコフグ、マハギ、ウマズラハギ、ウミナマズ、シマギギ、ブダイ、アオブダイ。（トンビノハカマ、ハチカイメン、ホウグウ、カナガシラ、カワハギ、マフグ、サクラフグ、ナゴヤフグ）
- 第21号槽【ヤドカリ槽】：コブシガニ、ヘイケガニ、カイカブリ[カイカムリ]、ゼニガニ[ズワイガニ]、ガザミ、ヤドカリ、ヒシガニ、マンジュウガニ[カラッパ]、モクズガニ[ノコギリガニ]、シマハゼ、マハゼ、ホウボウの稚魚、カレイの稚魚、ヒラメの稚魚、クルマエビ(シャコ、イシダイ、タカアシ、ツメタガイ)
- 第22号槽【ウツボ槽】：タカノハダイ、カサゴ、ウツボ、クロアナゴ。（アナゴ、ハモ、ブダイ）
- 第23号槽【淡水食用魚槽】：アメマス、ウグイ、ムツ、オイカワ、アユ。(アユモドキ)
- 第24号槽【淡水魚槽】：ゲンゴロウブナ、ヒブナ、ヒガヒ、カハギス、ハゼ、ドンコ、ナマズ、ギギ、ボテ、テナガエビ、ドブガイ、シジミ。(シマドジョウ、コイ、カワタナゴ、ミゴイ、カワメバル、フナ、カジカ)
- 第25号槽【ウナギ槽】：ウナギ、スッポン。
- 第26号槽【モロコ槽】：モロコ、ハゼ、カハギス。
- 第27号槽【トゲウオ槽】：トゲウヲ、スナヤツメ。
- 第28号槽【寄贈淡水魚槽(全て台湾産)】：三班魚、ライビー、センビー、コータイ、トーサイ。
- 第29号槽【節肢槽(水生昆虫槽)】：タニシ、モノアラガヒ、トンボ虫、ゲンゴラウ、ミヅカマキリ、タガメ、ユリハナスヒ、イシミノムシ、ミヅスマシ、ガムシ、マツモムシ、ダイコクムシ。(コオヒムシ、タイコムシ)
- 番外1号：アシカ二頭。
- 番外2号：オットセイ四頭。
- 館外平地槽：獅子頭、ランチュウ、和金等の金魚、コイ、ヒゴイ、ヒブナ、ウナギ、ナマズ、スッポン、ミノガメ。
- 温室右部：ヒメダカ、ヒドジョウ。
- 温室左部：ミル、ヒジキ、イシゲ、寒天、海苔等の海藻類にカメノテ、イソギンチャク、真珠貝、赤貝、ハイガイ、ウミナメクジ、タツノオトシゴ。
- 温室中央部：マツカンガニ、ムツゴロウ、シオマネキ。

展示された魚類は、探集によるもの、購入したもの、寄贈されたものの三種あったが、その大半は市内の魚問屋から購入したものである。

### 職員
水族館職員は次の9名であった。
- 飯島魁：顧問。のちの三崎臨海実験所所長、日本鳥学会を創設、初代会長。
- 西川藤吉：主幹。真円真珠養殖の研究者、真円真珠発明者。
- 戸井田盛蔵：嘱託。のちの福井県立小浜水産高等学校長。
- 藤田政勝：嘱託
- 斎藤吉五郎：嘱託
- 武田庄次郎：嘱託
- 佐藤弘毅：書記
- 深谷保吉：書記
- 山下稲之助：雇

## 堺水族館時代
この節の出典は。
博覧会閉会後の1903年（明治36年）7月31日付属水族館は3500円で堺市に払い下げられ、堺水族館と名称変更し8月1日に開館した。以来毎年4月頃から11月まで開館し、冬季は休館であった。また夏期には夜間開場することもあった。開館当時、最高水準の施設内容で、自然観察・生物教育・水産奨励のためのすぐれた文化施設として声価も高く、市内外から多くの来館者を迎えた。しかし、市に経営が移ってからは入場者数が減少し経営不振となったため1905年（明治38年）からは魚槽施設の一部を受負制として経営した。この請負制は1908年（明治41年度）から市営に復したが、1910年（明治43年度）からまた請負制となり、1911年（明治44年）から市営に戻った。この間、1908年（明治41年）3月に水族館の敷地である陸軍省の砲台跡地約52000平方メートル（15760坪）が52219円で堺市に払い下げられた。
経営状態は改善の兆しが見えない矢先、阪堺電気軌道株式会社から、乗客数増加を図るため大浜公園地内の設備に就いての提案が市に出された。堺市は、公園の設備経営は市で設計した設備方法に準拠すること、公会堂の建設及び水族館の修繕等は市に計画を提出し許可を受ける事等の条件で1911年（明治44年）12月に同社と契約を結んだ。
同社は当時南海鉄道会社との競争が激しかったこともあり、契約が結ばれると大浜公園の整備に力をつくし1912年（明治45年）5月に公会堂が設けられ、1913年（大正2年）1月には海水を利用した浴場「大浜潮湯」を開業させるなどした。また、この頃大浜は海水浴場としての整備も整う様になった。

## 終焉
しかし、1934年（昭和9年）9月21日の室戸台風の高潮で水族館は大破。さらに1935年3月27日、本館などを全焼する火災に遭い、展示する魚類のほとんどを失うこととなった。ようやく1937年（昭和12年）に再建され、同年4月1日に開園した。開園式は大浜公会堂に市長他1000人を集めて行われた大規模なものであった。
その後、1953年（昭和28年）に水族館の大規模な工事を行ったが、臨海工業地帯造成により集客数は減少し、1961年（昭和36年）9月に閉鎖された。